# Melisa Hasanbegović
Melisa Hasanbegović (Bosnia y Herzegovina; 13 de abril de 1995) es una futbolista bosnia. Juega como defensa y su equipo actual es el Ferencváros TC de la Női NB I y forma parte de la selección de fútbol femenino de Bosnia y Herzegovina.